# 博尔哈尔卡 (罗兹迪利纳区)
47°29′38″N 29°39′42″E / 47.49389°N 29.66167°E
博尔哈尔卡（烏克蘭語：Болгарка），2024年9月前名为五一村（烏克蘭語：Первомайське），是位於烏克蘭西南部的村莊，由敖德萨州羅茲迪利納區的扎哈里夫卡市鎮負責管轄。該村始建於1857年，面積0.6平方公里，海拔高度216米，2001年人口290，人口密度每平方公里483.33人。
2024年9月19日，乌克兰最高拉达将此村的名字改为博尔哈尔卡。